# 2014年12月阿薩姆襲擊
2014年12月阿薩姆襲擊為2014年12月23日發生於印度阿薩姆邦科克拉賈縣、索尼特普縣與奇朗宗縣的武裝襲擊事件。事發前當地武裝波多兰民族民主阵线（NDFB）、阿迪瓦西眼鏡蛇力量與政府軍三方已互相交火多年，12月21日兩名NDFB成員被阿薩姆邦警察擊斃，NDFB懷疑當地阿迪瓦西人與警方合作，遂於23日晚間約6:30武裝襲擊上述三個縣的村莊，造成65名村民喪生，其中包含21名婦女與18名兒童，當時正值聖誕節前夕，襲擊者與村民大多皆為基督徒。
隔日上千名阿迪瓦西人上街遊行抗議，索尼特普縣德基亞久利的遊行漸趨失控時警方開槍阻止，擊斃了3名阿迪瓦西人，且阿迪瓦西人也武裝襲擊了波多人的村莊，殺死17人作為報復，事件總共造成85人喪生，雙方皆縱火焚毀對方的房屋。除此三縣外衝突還外溢到鄰近的烏德爾古里縣。
事發後三縣部分區域實施宵禁，政府調派軍隊前往增防，並由國家調查局展開調查工作。12月26日政府宣布展開「全面行動」（Operation All Out）清剿波多兰民族民主阵线。